# Hemicytherura lakeillawarraensis
Hemicytherura lakeillawarraensis is een mosselkreeftjessoort uit de familie van de Cytheruridae.